# Allium jubatum
Allium jubatum — вид трав'янистих рослин родини амарилісові (Amaryllidaceae), зростає в північно-західній Туреччині; у Болгарії регіонально вимер.

## Поширення
Зростає в північно-західній Туреччині; у Болгарії регіонально вимер.
Населяє вапняні скелясті місця від 200 до 1000 м н. р. м..